# Droga ekspresowa 60 (Izrael)
Droga ekspresowa 60 (hebr. כביש 60) – droga krajowa biegnąca przez prawie cały Izrael, od położonego na pustyni Negew miasta Beer Szewa przez terytorium Autonomii Palestyńskiej do miasta Nazaret na północy Izraela. Droga jest nazywana Drogą Patriarchów, ponieważ prowadzi przez miejsca związane z życiem i działalnością biblijnych patriarchów.

## Przebieg
Droga nr 60 biegnie południkowo z południa na północ, od położonego na pustyni Negew miasta Beer Szewa przez terytorium Autonomii Palestyńskiej do miasta Nazaret w Galilei.

### Droga Hebronu
Swój początek bierze w mieście Beer Szewa, na skrzyżowaniu z drogą nr 25 i drogą nr 406. Jadąc drogą nr 25 na północny zachód dojeżdża się do portu lotniczego Beer Szewa, lub na południowy wschód do węzła drogowego z drogą ekspresową nr 40 i dalej do miejscowości Segew-Szalom. Natomiast droga nr 406 przebiega przez centrum miasta i umożliwia wyjechanie na południe do strefy przemysłowej i drogi ekspresowej nr 40, lub na północ także do drogi ekspresowej nr 40. Natomiast droga nr 60 kieruje się na północny wschód i jako dwupasmowa droga prowadzi przez strefę przemysłową do skupiska dużych centrów handlowych położonych w południowo-wschodniej części Beer Szewy. Przy wylocie z miasta przejeżdża wiaduktem nad linią kolejową i dociera do węzła drogowego Brygady Negew z drogą ekspresową nr 40, która pełni tutaj funkcję wschodniej obwodnicy Beer Szewy. Można tutaj zjechać w kierunku południowo-wschodnim do miejscowości Tel Szewa. Droga nr 60 kieruje się dalej na północny wschód i po około kilometrze dociera do miejscowości Omer. 3,5 km dalej jest skrzyżowanie ze zjazdem do położonej na południu arabskiej wioski Umm Batin. Następnie mija się rozproszoną zabudowę wioski al-Sajid i dojeżdża do skrzyżowania Szoket z drogą nr 31. Jadąc nią na południowy wschód dojeżdża się do miejscowości Chura, lub jadąc na północny zachód do miejscowości Lakija. Po kolejnych 2 km dojeżdża się do miejscowości Metar i kibucu Keramim. Kilometr dalej jest skrzyżowanie z drogą prowadzącą na północ do religijnej wioski Sansana. Kawałek dalej jest mur bezpieczeństwa oddzielający terytorium Izraela od Autonomii Palestyńskiej. Jest tutaj przejście graniczne Metar. Na terytorium Izraela nie mogą wjeżdżać samochody z zielonymi tablicami rejestracyjnymi (palestyńskie).

### Autonomia Palestyńska
Po przekroczeniu granicy wjeżdża się na terytorium Autonomii Palestyńskiej. Przed zawarciem w 1993 roku Porozumienia z Oslo, Palestyńczycy żyli pod izraelską administracją i mogli swobodnie podróżować po drogach Judei i Samarii. Później jednak Palestyńczycy przejęli administrację i odpowiedzialność za bezpieczeństwo w dużych miastach arabskich położonych na tym obszarze. Izrael odpowiadał ze sferę bezpieczeństwa obszarów wiejskich i utrzymał administrację nad terenami na których położona są osiedla żydowskie. Aby kontrolować sytuację, Siły Obronne Izraela utworzyły punkty kontrolne na drodze między obszarami, które przeszły pod palestyńską jurysdykcję. Zmieniono wówczas przebieg niektórych odcinków drogi nr 60, tak aby ominąć arabskie miejscowości i uniknąć niepotrzebnych napięć. Te drogi objazdowe nazywane są bajpasami. Kwestią sporną pozostaje dostępność ludności arabskiej do tych odcinków drogi. Na pewno ich budowa poprawiła bezpieczeństwo żydowskiej komunikacji i odciążyła zatłoczone centra arabskich obszarów miejskich. Niezaprzeczalnym minusem pozostają utrudnienia w komunikacji arabskiej.

#### Bajpas Az-Zahirija
Pierwszy odcinek drogi nr 60 na terytoriach palestyńskich jest nazywany bajpasem miasta Az-Zahirija. W okresach arabskich zamieszek na tym odcinku nie mogą poruszać się palestyńskie samochody z zielonymi tablicami. Wówczas do ruchu dopuszczone są tylko samochody zarejestrowane w Izraelu (żółte tablice). W normalnej sytuacji Palestyńczycy mogą korzystać z tej drogi. Zaraz po przekroczeniu przejścia granicznego znajduje się rondo, z którego w kierunku północnym odchodzi droga prowadząca do osiedla żydowskiego Tene Omarim. Natomiast droga nr 60 wykręca bardziej na wschód i przez 2,5 km biegnie wzdłuż muru bezpieczeństwa, aby następnie zagłębić się między wzgórza wyżyny Judejskiej. Po 10 km dojeżdża się do strefy przemysłowej osiedla żydowskiego Szima i placówki osadniczej Micpe Esztemo’a. W kierunku wschodnim odchodzi tutaj droga nr 317 prowadząca do osiedla Suseja. Jadąc dalej drogą nr 60 na północ, dojeżdża się po 3,5 km do skrzyżowania z drogą prowadzącą na wschód do miasta As-Samu. Około 400 metrów dalej jest zjazd do niewielkiej wioski Khirbat al-Simia. Potem mija się po stronie wschodniej kamieniołom, a po zachodniej wieś Rabud, aby dojechać do osiedla żydowskiego Otni’el.

#### Droga Otni’el-Chaggaj
Drugi odcinek drogi nr 60 na terytoriach palestyńskich jest nazywany Drogą Otni’el-Chagaj, ponieważ łączy ona dwa osiedla żydowskie o tej nazwie. Jest to obszar o intensywnej, aczkolwiek wiejskiej i mocno rozproszonej, zabudowie arabskiej. Wynikają stąd liczne trudności bezpieczeństwa dla żydowskiej komunikacji. Dochodzi tutaj do licznych przypadków ataków na żydowskie samochody i autobusy. Wymusza to na izraelskich siłach bezpieczeństwa nieustanne patrolowanie tego odcinka drogi. W okresach arabskich zamieszek na tym odcinku nie mogą poruszać się palestyńskie samochody z zielonymi tablicami. Wówczas do ruchu dopuszczone są tylko samochody zarejestrowane w Izraelu (żółte tablice). W normalnej sytuacji Palestyńczycy mogą korzystać z tej drogi. Kawałek za osiedlem Otni’el jest zjazd do położonej na zachodzie arabskiej wioski Khursa, a następnie wioski Karma. W odległości 2 km dalej jest wieś Dejr Razih, a po 600 metrach skrzyżowanie z drogą prowadzącą na zachód do wsi Tarrama. Potem droga zjeżdża do niewielkiej doliny, w której jest skrzyżowanie z możliwością zjechania na północny zachód do miasta Dura, lub na południowy wschód do wsi Hadab al-Fawwar i obozu uchodźców palestyńskich Fawwar. Cztery kilometry dalej jest osiedle żydowskie Bet Chaggaj.

#### Bajpas Hebronu
W obszarze arabskiego miasta Hebron droga nr 60 spełnia funkcję południowej i wschodniej obwodnicy dla żydowskiej komunikacji. W okresach arabskich zamieszek na tym odcinku nie mogą poruszać się palestyńskie samochody z zielonymi tablicami. Wówczas do ruchu dopuszczone są tylko samochody zarejestrowane w Izraelu (żółte tablice). W normalnej sytuacji Palestyńczycy mogą korzystać z tej drogi. Przy osiedlu żydowskim Bet Chaggaj odchodzi droga na północ do centrum Hebronu, natomiast droga nr 60 wykręca na wschód, omijając miasto. Po ponad 2 km mija się położona na południe od drogi wieś Kalqas i dojeżdża do skrzyżowania z drogą prowadzącą na północ do Grobowca Patriarchów (Makpela) w Hebronie. Kawałek dalej jest skrzyżowanie z drogą nr 356, która prowadzi na południe do wsi Hureiz. Droga nr 60 w miejscu tym wykręca na północ i po kilometrze dociera do skrzyżowania z drogą prowadzącą na wschód do miasta Bani Naim. Następnie dojeżdża się do zjazdów do położonego na zachodzie miasteczka Kirjat Arba. Po stronie wschodniej mijane są wioski al-Uddeisa i Ad-Duwwara. Potem droga wykręca łukiem na zachód i dociera do skrzyżowania z drogą nr 35 prowadzącą na zachód do miasta Halhul i północnych dzielnic Hebronu.

#### Bajpas Halhul
Na północ od Hebronu droga nr 60 wykręca na północ i omija bajpasem miasto Halhul. W okresach arabskich zamieszek na tym odcinku nie mogą poruszać się palestyńskie samochody z zielonymi tablicami. Wówczas do ruchu dopuszczone są tylko samochody zarejestrowane w Izraelu (żółte tablice). W normalnej sytuacji Palestyńczycy mogą korzystać z tej drogi. Jest tutaj położone na wschodzie wieś Asz-Szujuch, a kawałek dalej skrzyżowanie z drogą nr 3517. Prowadzi ona na zachód do miasta Halhul i na wschód do miejscowości Sa'ir. Trzy kilometry dalej dojeżdża się do drogi zjazdowej na zachód do osiedla żydowskiego Karme Cur.

#### Droga Halhul-Arrub
Kolejny odcinek drogi nr 60 jest nazywany Drogą Halhul-Arrub. W okresach arabskich zamieszek na tym odcinku nie mogą poruszać się palestyńskie samochody z zielonymi tablicami. Wówczas do ruchu dopuszczone są tylko samochody zarejestrowane w Izraelu (żółte tablice). W normalnej sytuacji Palestyńczycy mogą korzystać z tej drogi. Kawałek za osiedlem żydowskim Karme Cur jest arabska miejscowość Bajt Ummar i obóz uchodźców al-Arrub.

#### Droga Gusz
Kilka kilometrów na północ od obozu uchodźców al-Arrub, droga nr 60 dociera do bloku osiedli żydowskich Gusz Ecjon. Obszar bloku osiedli jest częściowo otoczony murem bezpieczeństwa (jest on nadal rozbudowywany). W okresach arabskich zamieszek na tym odcinku nie mogą poruszać się palestyńskie samochody z zielonymi tablicami. Wówczas do ruchu dopuszczone są tylko samochody zarejestrowane w Izraelu (żółte tablice). W normalnej sytuacji Palestyńczycy mogą korzystać z tej drogi. Przy wjeździe do bloku jest położone rondo z drogą nr 367, która prowadzi na zachód do osiedli Allon Szewut, Kefar Ecjon, Bat Ajin, Rosz Curim, Gewa’ot i dalej do przejścia granicznego z Izraelem. Natomiast lokalna droga prowadzi z ronda do położonego na wschodzie osiedla Migdal Oz. Przy rondzie jest położona strefa komercyjna Tzomet Gush Ecjon. Kawałek dalej dojeżdża się do miejscowości Efrat i skrzyżowania z drogą nr 3157 prowadzącą na wschód do arabskiej wioski Dżurat asz-Szam'a. Kilometr dalej droga nr 60 mija położone na zachodzie osiedle Elazar i dociera do osiedla Newe Danijjel. Trzy kilometry dalej dojeżdża się do skrzyżowania z drogą prowadzącą na północny wschód do miejscowości al-Chadir.

#### Bajpas Betlejem
Kolejny odcinek drogi nr 60 jest nazywany Bajpasem Betlejem. Obowiązują na nim różne przepisy bezpieczeństwa. W obszarze miejscowości al-Chadir dopuszczony jest ruch pojazdów palestyńskich. Prawie trzy kilometry dalej jest skrzyżowanie z drogą nr 375, prowadzącą na zachód do arabskiej miejscowości Husan i żydowskiego miasta Betar Illit. Kilometr dalej na drodze nr 60 jest zjazd do miasta Bajt Dżala. Natomiast dalszy ruch na drodze nr 60 jest ograniczony ze względów bezpieczeństwa antyterrorystycznego. Dalej nie mogą poruszać się palestyńskie samochody z zielonymi tablicami. Do ruchu dopuszczone są tylko samochody zarejestrowane w Izraelu (żółte tablice). Po przejechaniu wojskowego punktu kontrolnego wjeżdża się na Drogę Tuneli. Została ona zaprojektowana specjalnie w celu ominięcia gęsto zamieszkanych arabskich obszarów wokół miasta Betlejem. Ze względów bezpieczeństwa droga jest chroniona przez wysokie betonowe bariery. Pierwszym tunelem jest mający 900 metrów długości tunel Refaim. Umożliwia on bezpieczne przejechanie pod grzbietem wzgórza łączącego arabskie miasto Bajt Dżala z żydowskim osiedlem Har Gillo (jest ono chronione murem bezpieczeństwa). Zaraz po wyjechaniu z tunelu, droga nr 60 przejeżdża mostem o długości 400 metrów nad doliną Walaja. Samochody przejeżdżające mostem są chronione specjalnymi kuloodpornymi barierami z materiałów kompozytowych. Po przejechaniu mostu mija się mur bezpieczeństwa i wjeżdża do tunelu Gilo (250 metrów długości). Kawałek dalej dojeżdża się do osiedla mieszkaniowego Gillo w Jerozolimie.

#### Jerozolima
Droga nr 60 wjeżdża do południowo-wschodniej części Jerozolimy. Dociera do skrzyżowania z ulicą HaRosmarin, którą jadąc na zachód wjeżdża się do osiedla mieszkaniowego Gilo. Droga nr 60 skręca tutaj na wschód. Planowana jest w tym miejscu budowa węzła drogowego HaMinharot z budowaną autostradą nr 50 (planowane oddanie na 2015 r.). Około 500 metrów dalej jest skrzyżowanie z ulicą Hebron, która prowadzi na południe do przejścia granicznego umożliwiającego dojazd do miasta Betlejem. Droga nr 60 wykręca tutaj na północny wschód i mija położony na wschodzie monaster Mar Elias. Kilometr dalej jest skrzyżowanie z drogą nr 398, która prowadzi na południowy wschód do osiedli Har Homa i Umm Tuba. Około 200 metrów dalej jest skrzyżowanie z drogą prowadzącą na zachód do osiedli Bajt Safafa i Giwat Ha-Matos. Następnie dojeżdża się do osiedla Talpijjot. Pierwsze duże skrzyżowanie umożliwia zjechanie na zachód na ulicę HaUman, którą można dojechać do osiedli Pat i Katamonim. W kierunku wschodnim prowadzi ulica Aszer Vinera do kibucu Ramat Rachel i osiedla Sur Bahir. Po około 2 km jest drugie ważne skrzyżowanie, na którym można zjechać na zachód na ulicę Rivka prowadzącą do osiedla Mekor Chajjim, lub na wschód na ulicę En Gedi do osiedla Arnona. Następnie droga nr 60 wjeżdża do osiedla Baka. Na pierwszym skrzyżowania na zachód odchodzi ulica Jechuda prowadząca do osiedla Mekor Chajjim, a na zachód ulica Janowski do osiedla Jabel Mukabir. Kawałek dalej jest skrzyżowanie z ulicą Hanoch Albeck, która prowadzi na południowy wschód do osiedla Północny Talpijjot. Droga nr 60 dojeżdża do kolejnego osiedla, którym jest Abu Tur. Zaraz po nim pojawia się Stare Miasto. Droga przebiega wzdłuż murów, za którymi rozciąga się Dzielnica Ormiańska. Ulica Omar ibn il-Khatab umożliwia dojechanie do Bramy Jafy. Na następnym skrzyżowaniu na zachód odbija ulica Jicchak Kariw, która prowadzi do osiedli Mamilla, Mahane Israel i Rechawia. Na wysokości Dzielnicy Chrześcijańskiej znajduje się tunel HaTzanhanim (długość 500 m), który się kończy na wysokości Bramy Damasceńskiej. Znajduje się tutaj osiedle Musrara, a na skrzyżowaniu z ulicą HaNevi'im można zjechać na zachód do osiedli Migrasz ha-Rusim i Me’a Sze’arim, lub na południowy wschód do Dzielnicy Muzułmańskiej Starego Miasta. Kawałek dalej ulica Naomi Kis prowadzi na wschód do osiedla Bab az-Zahira. Następnie droga nr 60 dojeżdża do Bramy Mandelbauma. Można tu zjechać na południowy zachód do osiedla Batte Ungarin, na zachód do Bet Jisra’el, lub na wschód do Bab az-Zahira. Na następnym skrzyżowaniu ulica Mosze Zaks prowadzi na zachód do osiedla Bet Jisra’el i na wschód do Kolonii Amerykańskiej. Kolejne skrzyżowanie jest z ulicą Szimon HaTzadik, prowadzącą na wschód do osiedli Szimon Ha-Cadik i Asz-Szajch Dżarrah, oraz na zachód do osiedli Arze ha-Bira, Szemu’el ha-Nawi i Bucharim. Dalej droga wykręca łagodnie na północny wschód i omijając osiedle Szajch Dżarrah dociera do skrzyżowania z ulicą Zalman Szragaj. Prowadzi ona na wschód do osiedla Szajch Dżarrah i na zachód do osiedla Ma’alot Dafna. Około 300 metrów dalej znajduje się duże skrzyżowanie z drogą nr 417, którą jadąc na wschód dojeżdża się do osiedli Giwat Ha-Miwtar i Ramat Eszkol, oraz Wzgórza Amunicyjnego. Natomiast jadąc na południowy wschód dojeżdża się na Górę Skopus. Droga nr 60 mija położone na wschodzie osiedle Wzgórze Francuskie i dojeżdża do węzła drogowego Sza'ar Mizrah z drogą ekspresową nr 1. Ptem droga ekspresowa nr 60 łagodnymi łukami omija położony na wschodzie obóz palestyńskich uchodźców Szu’afat i dociera do węzła drogowego z ulicą Jekutiel Adam, którą zjeżdża się na zachód do osiedla Szu’afat lub na wschód do osiedla Pisgat Ze’ew. Kilometr dalej jest zjazd na ulicę Sajeret Duchifat, prowadzącą na zachód do osiedli Szu’afat i Bet Hanina, lub na wschód do osiedla Pisgat Ze’ew. Po kolejnym kilometrze dojeżdża się do skrzyżowania, na którym w kierunku zachodnim ulica Bet Hanina prowadzi do osiedla Bet Hanina, a ulica Newe Ja’akow do osiedla Newe Ja’akow. Następnie droga jedzie wzdłuż muru bezpieczeństwa, po którego wschodniej stronie rozciąga się arabskie miasto Ar-Ram. Po 2 km dociera się do ronda, z którego w kierunku zachodnim odchodzi ulica Bir Nabala prowadząca do arabskiego miasta Bir Nabala. Pół kilometra dalej jest wjazd do położonej na zachód od drogi strefy przemysłowej Atarot. Przy dawnym porcie lotniczym Atarot umiejscowione jest przejście graniczne Kalandia, umożliwiające wjechanie na terytorium Autonomii Palestyńskiej do miasta Ramallah. Przed przejściem granicznym jest rondo, z którego w kierunku zachodnim odchodzi droga nr 45. Pełni ona rolę łącznika między drogą nr 60 a biegnącymi na zachodzie drogami nr 404, 436 i 443. Kończy ona swój bieg przy zakładzie karnym Ofer.

#### Bajpas Ramallah
Po przekroczeniu przejścia granicznego Kalandia wjeżdża się na rondo, z którego w kierunku północno-zachodnim odchodzi droga do osiedla Kefar Akab. Natomiast droga nr 60 kieruje się na południowy wschód, biegnąc wzdłuż północnych granic miasta Ar-Ram. Omija w ten sposób miasto Ramallah. Od przejścia Kalandia nie mogą poruszać się żydowskie samochody z żółtymi tablicami. Do ruchu dopuszczone są tylko samochody zarejestrowane w Autonomii Palestyńskiej (zielone tablice). Samochody izraelskie korzystają z drogi nr 437 i kawałek dalej powracają na drogę nr 60. Mniej więcej w połowie drogi do tego miejsca jest skrzyżowanie umożliwiające zjechanie na południe do miasta Ar-Ram lub na północny wschód do wsi Dżaba. Następnie dojeżdża się do skrzyżowania z drogą nr 437. Zjeżdżając na nią na południe, zaraz przy skrzyżowaniu mamy rondo, z którego można zjechać na południowy wschód do osiedla żydowskiego Gewa Binjamin. Droga nr 437 prowadzi na południe obok arabskiej miejscowości Hizma do jerozolimskiego osiedla Pisgat Ze’ew. Natomiast droga nr 60 omija tutaj łagodnym łukiem wieś Dżaba i kieruje się na północ. Od tego skrzyżowania ponownie dopuszczone są do ruchu samochody izraelskie (żółte tablice). Po kilometrze drogi dojeżdża się do strefy przemysłowej Sza'ar Binjamin. Potem dojeżdża się do skrzyżowania, z którego można dojechać do położonej na wschodzie arabskiej wioski Michmas, lub na zachód do osiedla żydowskiego Kochaw Ja’akow. Około 200 metrów dalej jest skrzyżowanie z odchodzącą na północny wschód drogą nr 457. Łączy się ona dalej z drogą nr 458 i umożliwia dojechanie do osiedli żydowskich Ma’ale Michmas i Rimmonim. Natomiast droga nr 60 omija łukiem teren zlikwidowanej w 2012 roku nielegalnej placówki osiedleńczej Migron i wykręca na północny zachód. Po 6 km jest skrzyżowanie z drogą nr 466, którą można dojechać do położonego na wschodzie miasteczka Dajr Dibwan, lub na zachód do osiedla żydowskiego Pesagot i miejscowości Beit El. Mniejsza lokalna droga prowadzi na północny zachód do nieformalnej placówki osadniczej Giwat Asaf i arabskiej wioski Bajtin. Po kolejnych 5 km dojeżdża się do żydowskiego osiedla Ofra. Dwieście metrów dalej jest zjazd na drogę nr 449 prowadzącą na północny wschód do miejscowości Silwad, wioski Dajr Dżarir i izraelskiej bazy wojskowej Baal Hatzor na szczycie góry Tall Asur. Lokalna droga prowadzi na południowy zachód do wsi Ajn Jabrud. Pięć kilometrów dalej droga nr 60 dojeżdża do skrzyżowania z drogą nr 465, prowadzącą na zachód do skrzyżowania z drogą nr 466 i dalej do miejscowości Bir Zajt oraz osiedla żydowskiego Ateret. Kilometr dalej jest zjazd na drogę nr 4568, prowadzącą na zachód do miejscowości Al-Mazra’a asz-Szarkijja. Po kolejnych 3 km jest zjazd na wschód na drogę nr 4665 prowadzącą do miejscowości Sindżil. Potem jest zjazd do położonej na wschód od drogi miejscowości Turmusajja. Lokalna droga prowadzi stąd na północny zachód do osiedla żydowskiego Ma’ale Lewona. Natomiast droga nr 60 wykręca łagodnym łukiem na północny zachód i dociera do osiedla żydowskiego Szilo. Lokalna droga prowadzi na północny zachód do nieoficjalnej placówki osadniczej Giwat Harel, a inna droga prowadzi na północny wschód do arabskiej wioski Karjut.

#### Droga Wadi asz-Sza'ir
Kolejny odcinek drogi nr 60 prowadzi przez wadi asz-Sza'ir. Początkowo droga wykręca wśród okolicznych wzgórz w kierunku zachodnim do osiedla żydowskiego Eli. Lokalna droga prowadzi na południowy zachód do osiedla Ma’ale Lewona. Następnie droga nr 60 wykręca mocno na północ i mija arabską wieś al-Lubban asz-Szarkijja, za którą wykręca na północny wschód i dociera do wsi as-Sawija. W kierunku północno-wschodnim odchodzi droga nr 4777 prowadząca do miejscowości Kabalan. Potem droga nr 60 wykręca na północny zachód i dociera do skrzyżowania przy żydowskim osiedlu Rechelim. W kierunku zachodnim prowadzi droga do placówki osadniczej Nofei Nechemia i dalej do miasta Ariel. Droga nr 60 wykręca dalej na północny wschód i dociera do wojskowego punktu kontrolnego przy osiedlu żydowskim Kefar Tappuach. Drogą nr 505 można dojechać na wschód do wsi Osarin, lub na zachód do miasta Jamma’in, wioski Marda i dalej do drogi ekspresowej nr 5. Droga nr 4775 prowadzi na południowy zachód do wsi Jasuf, a lokalna droga na południowy zachód do wsi Jatma.

#### Droga Huwara
Następny odcinek drogi nr 60 jest nazywany Drogą Huwara. Za punktem kontrolnym Tappuach droga kieruje się na północ, i po 2 km dociera do zjazdu na wschód do miejscowości Bajta, a następnie do miasteczka Huwara. W kierunku południowo-zachodnim odchodzi droga nr 5076 prowadząca do wsi Einabus. W kierunku wschodnim lokalna droga prowadzi do wsi Odala i miejscowości Awarta. Przy wyjeździe z miejscowości Huwara droga nr 60 wykręca w kierunku północno-zachodnim, natomiast lokalna droga prowadzi na północny zachód do miasta Nablus. Jest tutaj wojskowy punkt kontrolny Huwara.

#### Bajpas Nablusu
Na północ od Huwary droga nr 60 wykręca na północny zachód i omija bajpasem miasto Nablus. Po około 1 km dociera do drogi prowadzącej na północ do miejscowości Burin, lub na południowy zachód do żydowskiego osiedla Jichar. Następnie droga wykręca na zachód i przejeżdża między miejscowościami Asira al-Kiblija (na południu) i Tell (na północy), by wykręcić na północny zachód i dojechać do skrzyżowania przy wiosce Sarra. Dwieście metrów na zachód jest kolejne skrzyżowanie. Kończy tutaj swój bieg droga nr 55, która prowadzi na południowy zachód do arabskiej wioski Dżit i dalej do miejscowości Kedumim. Trzy kilometry dalej na północ, droga nr 60 dociera do strefy przemysłowej Bar-On. Po stronie wschodniej mijana jest arabska wieś Kusin, po czym dojeżdża się do skrzyżowania z drogą nr 557 przy żydowskim osiedlu Szawe Szomeron. Droga nr 557 prowadzi na północny zachód do żydowskiego osiedla Enaw, a droga nr 60 ostro wykręca na południowy wschód i po 2 km dociera do wojskowego punktu kontrolnego Szomeron przy arabskiej wiosce Deir Szaraf. Dalsza podróż izraelskimi samochodami (z żółtymi tablicami rejestracyjnymi) jest dopuszczona, ale z zaleceniem eskorty pojazdów wojskowych. Za wsią Deir Szaraf droga nr 60 ostro wykręca na północ i dojeżdża od wschodniej strony do osiedla Szawe Szomeron. W kierunku wschodnim odchodzi lokalna droga prowadząca do wsi An-Nakura. Kawałej dalej jest skrzyżowanie z drogą nr 5715, która prowadzi na północny wschód do miejscowości Sebastia. Po 6 km dojeżdża się do drogi zjazdowej na wschód do wsi Burka, i kawałek dalej do położonej na zachód od drogi wioski Bizzirija. Potem mija się położony po stronie wschodniej teren ewakuowanego i zburzonego żydowskiego osiedla Chomesz. Teren ten stanowi zamkniętą strefę wojskową i nie można tu wjechać, gdyż izraelskie władze obawiają się prób odbudowy osiedla. Droga w tym rejonie wykręca na północny wschód i wije się między wzgórzami i coraz częściej napotykanymi niewielkimi osadami arabskimi. Mijane są miejscowość Silat ad-Dżar, wieś Fandakumija i miejscowość Dżaba. W kierunku północno-wschodnim odchodzi z niej droga nr 5725 prowadząca do wsi Sanur. Kilometr dalej mijany jest po stronie zachodniej teren ewakuowanego i zburzonego żydowskiego osiedla Sa-Nur. Teren ten stanowi zamkniętą strefę wojskową i nie można tu wjechać, gdyż izraelskie władze obawiają się prób odbudowy osiedla. Kilometr dalej jest zjazd do położonego na zachodzie miasteczka Ajjah i położonych na wschodzie wiosek Anzah oraz Zawija. Półtora kilometra dalej przy drodze jest położona izraelska baza wojskowa. Około 4 km dalej dojeżdża się do wojskowego punktu kontrolnego Dotan. Lokalna droga prowadzi stąd na południowy wschód do wsi Mirka, natomiast droga nr 585 umożliwia zjechanie na zachód do miejscowości Arrabah i dalej do żydowskiego osiedla Mewo Dotan.

#### Droga nr 588
Na północ od punktu kontrolnego Dotan droga nr 60 wchodzi na terytorium będące pod cywilną administracją palestyńską. Również za wszystkie kwestie bezpieczeństwa odpowiadają władze Autonomii Palestyńskiej. Z tego powodu wjazd na ten odcinek drogi jest zakazany dla izraelskich pojazdów (z żółtymi tablicami rejestracyjnymi). Droga nr 60 dalej biegnie pod nazwą drogi nr 588. Około 300 metrów na północ od punktu kontrolnego znajduje się skrzyżowanie przy wzgórzu Tell Dotan. W kierunku wschodnim odchodzi lokalna droga prowadząca do miasta Kabatija. Następnie mijana jest wieś Bir al-Basza, za którą droga wykręca na wschód i dociera do wsi Asz-Szuhada, przy której odchodzi na południe droga prowadząca do miasta Kabatija lub na północ do miejscowości Burkin. Następnie droga wykręca na północny wschód i po 3 km dociera do miasta Dżanin. Krzyżuje się tutaj z drogą nr 66 prowadzącą na północny zachód do miasta Kafr Dan. Droga nr 6155 prowadzi na południowy zachód do miejscowości Burkin, a droga nr 6255 prowadzi na północny wschód do wsi Faku’a. Z Dżaninu droga nr 588 wychodzi na północ i dociera do wsi Dahijat Sabah al-Chajr. Kilometr dalej jest skrzyżowanie z drogą nr 6010 prowadzącą na wschód do wsi Arrana. Kawałek dalej jest przygraniczna wieś Dżalama i zaraz za nią przebiega mur bezpieczeństwa z przejściem granicznym Dżalama.

#### Droga nr 60

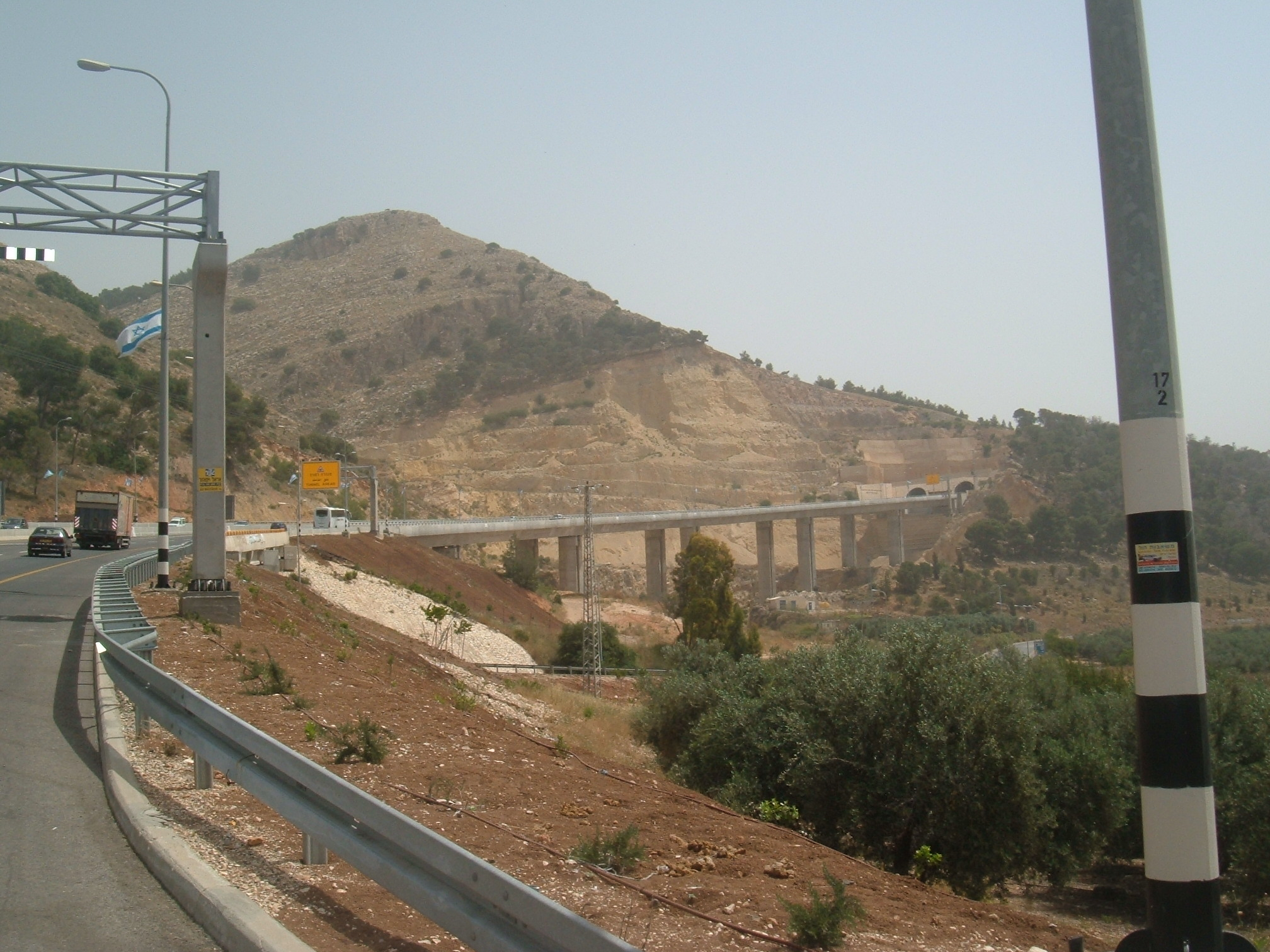
Most i tunel przy Nazarecie

Po przekroczeniu przejścia granicznego Dżalama i wjechaniu na terytorium Izraela, droga ponownie odzyskuje swoje oznaczenie nr 60. Na terytorium Izraela nie mogą wjeżdżać samochody palestyńskie z zielonymi tablicami rejestracyjnymi. Znajduje się tutaj terminal pasażerski oraz terminal przeładunkowy towarów. Zaraz za terminalem jest rondo, z którego w kierunku wschodnim odchodzi lokalna droga prowadząca do arabskiej wioski Mukajbila. Droga nr 60 prowadzi dalej na północ przez tereny rolnicze Doliny Jezreel, mijając położony po stronie wschodniej masyw Wzgórz Gilboa (wysokość do 536 m n.p.m.). Następnie droga mija po stronie zachodniej moszaw Magen Sza’ul i położony tuż za nim niewielki mostek nad strumieniem Gliboa, za którym dociera do dwóch zjazdów do położonej na wschodzie arabskiej wioski Sandala. W tej okolicy droga nr 60 mija liczne szklarnie położone po obu stronach drogi. Około 0,5 km dalej znajduje się skrzyżowanie z lokalną drogą, która prowadzi na wschód do wsi komunalnej Gan Ner. Po kolejnym kilometrze dojeżdża się do położonego po stronie zachodnim bloku osiedli rolniczych Chevel Ta'anach. Znajduje się tutaj zjazd do moszawu Perazon, a kawałek za nim skrzyżowanie Jizre’el z drogą nr 675 (jadąc nią na zachód dojeżdża się do skrzyżowania Jael będącego zjazdem do moszawu Awital i wsi komunalnej Merkaz Ja’el, lub na wschód do kibucu Jizre’el i dalej do skrzyżowania z drogą 667 i drogą nr 71). Droga nr 60 wykręca dalej na północny zachód, jedzie wzdłuż krawędzi Doliny Charod i po około 6 km dociera do centralnej części Doliny Jezreel, gdzie jest położone miasto Afula. Wcześniej mija się zakład Veolia Environnement i siedzibę spółki AvivMotor. Znajdujące się tutaj rondo jest przygotowane pod planowaną budowę południowej obwodnicy Afuli. Droga nr 60 wjeżdża do miasta Afuli jako ulica Jerozolimy. Przy samym wjeździe znajduje się rondo z ulicą Menachema Begina, która prowadzi na zachód do strefy przemysłowej Afuli, lub na wschód do ulicy ha-Banim (wyjazd w kierunku południowo-zachodnim i dojazd do drogi nr 65). Ulica Jerozolimy dalej jako droga dwupasmowa wjeżdża w obszar gęstej zabudowy miejskiej i przebiega ona przez centrum miasta z południowego wschodu na północny zachód. Po minięciu centralnego dworca autobusowego Afuli wykręca na zachód na ulicę ha-Nasi Weizmanna, a następnie na północ na ulicę ha-Tiva Tesza. Przy wylocie z miasta krzyżuje się z drogą nr 65. Po wyjechaniu z miasta biegnie jako dwupasmowa droga na północ. Mija kolejno: moszaw Balfurja (po stronie wschodniej), moszaw Kefar Gidon (po obu stronach drogi), kibuc Mizra (po stronie zachodniej) z Akademickim College’em Doliny Jezreel, oraz moszaw Tel Adaszim (po stronie wschodniej). Dwieście metrów dalej jest skrzyżowanie z drogą nr 73, prowadzącą na zachód do kibucu Ginnegar. Następnie droga nr 60 dociera do podnóża masywu górskiego Hare Nacerat, gdzie znajduje się skrzyżowanie z drogą prowadzącą na zachód do miejscowości Iksal. Zaraz za skrzyżowaniem droga wykręca na zachód i mija górę Har Kidumim. Na początku XX wieku góra była wykorzystywana przez kamieniołom, który obecnie jest opuszczony. W 2008 roku w miejscu dawnego kamieniołomu wzniesiono most Refa’ela Etana (ok. 400 m długości) i wykopano tunel (ok. 380 m długości). Koszt ich budowy wyniósł 365 mln ILS. Była to w owym czasie jedna z najbardziej skomplikowanych budowli wzniesionych w Izraelu. Dwa kilometry dalej droga nr 60 wjeżdża do miasta Nazaret i kończy swój bieg na skrzyżowaniu z drogą nr 75. Jadąc nią na północny wschód można dojechać do miasta Nof ha-Galil, lub na zachód do miejscowości Jafa an-Naserije.